# Gladys River
Gladys River är ett vattendrag i Kanada.   Det ligger i provinsen British Columbia, i den centrala delen av landet, 4 000 km väster om huvudstaden Ottawa. Gladys River ligger vid sjön Teslin Lake.
I omgivningarna runt Gladys River växer i huvudsak barrskog. Trakten runt Gladys River är nära nog obefolkad, med mindre än två invånare per kvadratkilometer.